# Pseudodoxia Epidemica

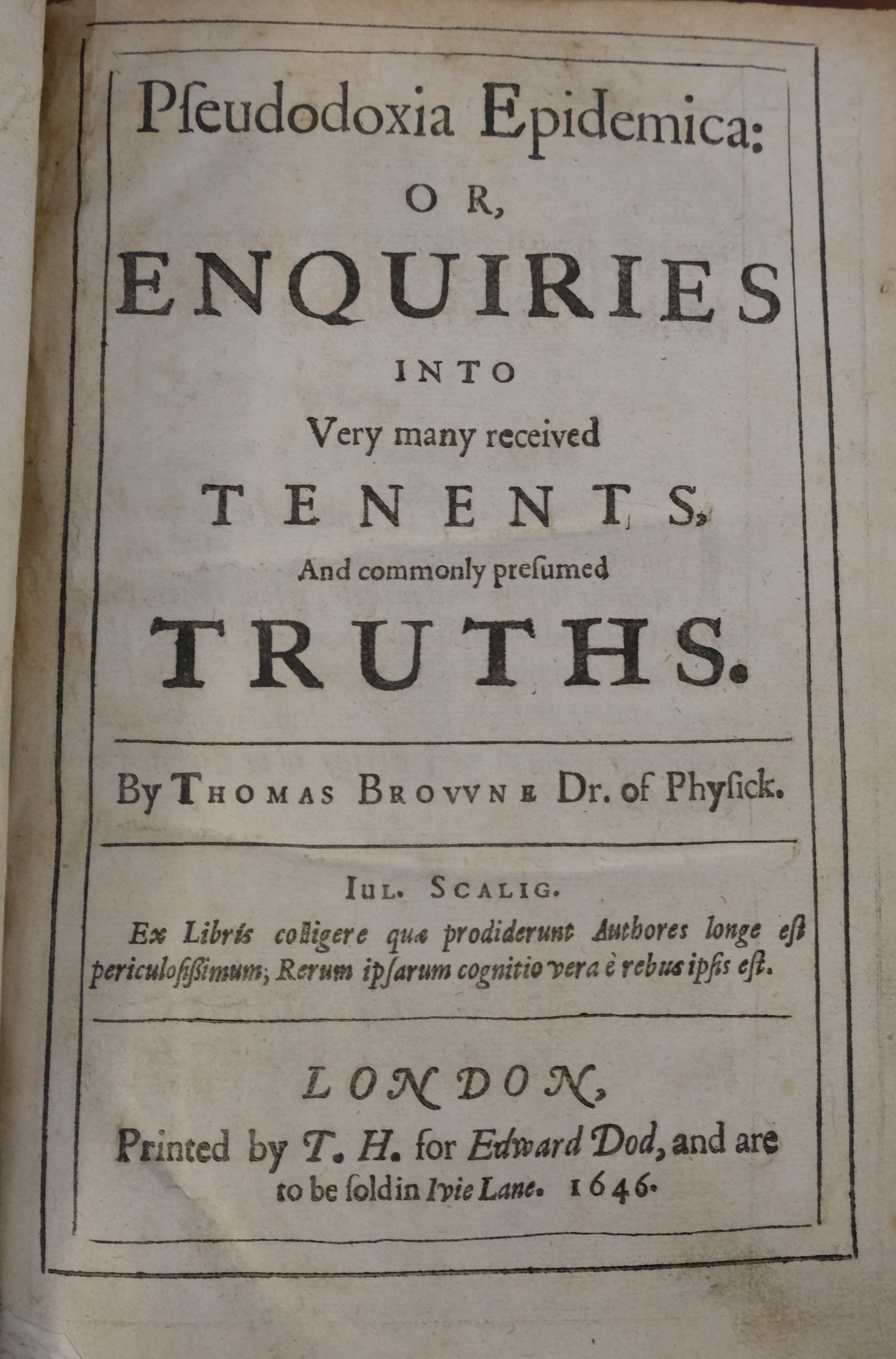
Capa da edição de 1646

Pseudodoxia Epidemica ou Investigações sobre muitos princípios recebidos e verdades comumente presumidas (no original em inglês, Pseudodoxia Epidemica or Enquiries into very many received tenents and commonly presumed truths), também conhecida simplesmente como Pseudodoxia Epidemica ou Erros Vulgares, é uma obra de sir Thomas Browne desafiando e refutando os erros e superstições "vulgares" ou comuns de sua época. 
Apareceu pela primeira vez em 1646 e passou por cinco edições subsequentes, a última revisão ocorrendo em 1672. O trabalho inclui evidências da adesão de Browne ao método baconiano de observação empírica da natureza e esteve na vanguarda do jornalismo científico em andamento durante a revolução científica do século XVII. Ao longo de suas páginas também podem ser encontrados exemplos frequentes do humor sutil de Browne.
Os três determinantes de Browne para obter a verdade foram, em primeiro lugar, a autoridade de autores anteriores (obras acadêmicas), em segundo lugar, o ato da razão e, finalmente, a experiência empírica (o método científico). Cada um desses determinantes é empregado em assuntos que vão do folclore comum ao cosmológico. Os assuntos abordados na Pseudodoxia Epidemica são organizados de acordo com a escala renascentista da criação; o médico instruído que ensina sobre a natureza do erro em si (livro 1), continuando com falácias nos reinos mineral, vegetal (livro 2) e animal (livro 3), sobre erros relativos ao homem (livro 4), arte (livro 5), geografia e história (Livro 6) e, finalmente, astronomia e o cosmos (Livro 7).

## Ciência Popular
A Pseudodoxia Epidemica era uma fonte valiosa de informação que se encontrava nas prateleiras de muitas casas na Inglaterra do século XVII. Estando na vanguarda da escrita científica, abriu o caminho para muitos jornalismos científicos populares subsequentes e estimulou um declínio na crença em criaturas míticas. Sua ciência inclui muitos exemplos do empirismo "de primeira mão" de Browne, bem como exemplos iniciais da formulação de hipóteses científicas.
O segundo dos sete livros da Pseudodoxia Epidemica, intitulado "Tenets concerning to Mineral and Vegetable Bodies" (Conceitos relativos aos corpos minerais vegetais), inclui os experimentos de Browne com eletricidade estática e magnetismo - a palavra eletricidade sendo uma das centenas de neologismos, incluindo médico, patologia, alucinação, literatura e computador, contribuídos por Browne para o vocabulário da primeira revolução científica.

## Edições
A popularidade da Pseudodoxia em seus dias é confirmada pelo fato de ter passado por nada menos que seis edições. A primeira apareceu em 1646 durante o reinado de Carlos I e durante a Guerra Civil Inglesa; quatro durante o interregno, em 1650, 1658 (dois) e 1659; e a edição final em 1672, durante o reinado de Carlos II, e quando a revolução científica estava em andamento. A Pseudodoxia foi posteriormente traduzida e publicada em francês, holandês, latim e alemão durante o final do século XVII e início do século XVIII. O cabalista cristão alemão Christian Knorr von Rosenroth traduziu o livro para o alemão em 1680.

## Avaliação por outros escritores
Hoje existe considerável polêmica sobre a melhor forma de definir a metodologia científica de Thomas Browne, que é descrita por E.S. Merton assim:
O ecletismo tão característico de Browne ... Browne não proclama do alto das casas, como Francis Bacon, o poder libertador da experiência em oposição à influência esterilizante da razão. Ele também não garante, como Descartes, a verdade intuitiva da razão, em oposição à falsidade dos sentidos. Diferentemente de ambos, ele segue a experiência sensorial e a razão a priori em sua busca pela verdade. Ele usa o que lhe vem da tradição e da ciência contemporânea, muitas vezes talvez sem uma formulação muito precisa.

E.S. Merton resumiu as ambiguidades do ponto de vista científico de Browne assim:
Aqui está o ponto de vista científico de Browne em poucas palavras. Um lado do seu cérebro quer estudar fatos e testar hipóteses com base neles, o outro é fascinado por símbolos e analogias místicas.
O autor Robert Sencourt definiu sucintamente a relação de Browne com a investigação científica como "um exemplo de uma razão científica, iluminada pelo misticismo, na Igreja da Inglaterra".
O livro de 1651 Arcana Microcosmi, de Alexander Ross, tentou refutar muitas das afirmações de Browne.